# Adílson Soares
Adílson Ribeiro Soares (Muniz Freire, 11 de setembro de 1940) é um político brasileiro filiado ao Partido Liberal.
Adilson Soares é irmão mais velho do tele-evangelista R. R. Soares. Já foi vereador pela cidade do Rio de Janeiro e deputado federal pelo estado do Rio de Janeiro.
Adilson Soares também é advogado e escritor, membro da Academia Teológica da Graça de Deus. Seus outros cinco sobrinhos, filhos de seu irmão R. R. Soares também ocupam cargos eletivos na política.[carece de fontes?]
Hoje dedica-se a seu ministério pastoral, em conferências por todo Brasil, onde realiza pregações.[carece de fontes?]

## Biografia
Nascido no Espírito Santo, filho de Atair Ribeiro Soares e Altamira Areas Soares, passou a viver no Rio de Janeiro, trabalhando como agente autônomo de investimentos. Iniciou carreira no serviço público em 1982, trabalhando na Comissão de Valores Mobiliários (CVM). Ao mesmo tempo, atuou na iniciativa privada, pela Crefisul Distribuidora de Valores Imobiliários. Em 1985, passou a trabalhar também para a Companhia Distribuidora Mappin. Atuou na CVM e na Crefisul até o ano seguinte. Em 1989, deixou de atuar na Distribuidora Mapin, passando a prestar serviços para os bancos Mappin e Martinelli. Neste último, permaneceu até 1995 e no primeiro, até 1997. Respectivamente nos anos de 1995 e 1997, trabalhou também nos bancos BVA e Cruzeiro do Sul. Ainda em 1997, formou-se em Direito pela Faculdade Cândido Mendes. Atuou no setor de administração da Graça Artes Gráficas e Editora Ltda entre 1999 e 2004, quando então se filiou ao Partido Liberal, e se elegeu vereador no Rio de Janeiro.
Em 2006, foi eleito deputado federal, sendo reeleito em 2010, com 51011 votos.